# Liste von Kraftwerken in Bahrain
Die Kraftwerke in Bahrain werden sowohl auf einer Karte als auch in Tabellen (mit Kennzahlen) dargestellt. Die Liste ist nicht vollständig.

## Installierte Leistung und Jahreserzeugung
Im Jahr 2014 lag Bahrain bzgl. der installierten Leistung mit 3.900 MW an Stelle 87 und bzgl. der jährlichen Erzeugung mit 26 Mrd. kWh an Stelle 69 in der Welt. Der Elektrifizierungsgrad lag 2012 bei 98 % (98 % in den Städten und 93 % in ländlichen Gebieten).

## Kalorische Kraftwerke
In der Tabelle sind nur Kraftwerke mit einer installierten Leistung > 200 MW aufgeführt.
| Name des Kraftwerks | Inst. Leistung (MW) | Brennstoff | Status     |
| ------------------- | ------------------- | ---------- | ---------- |
| Alba                | 2.249               | GuD        | in Betrieb |
| Al Dur              | 1.336               | GuD        | in Betrieb |
| El Ezzel            | 950                 | GuD        | in Betrieb |
| Hidd                | 962                 | GuD        | in Betrieb |
| Rifaa               | 700                 | Erdgas     | in Betrieb |